# Барнаул (станция)
Барнау́л — грузопассажирская станция Алтайского региона Западно-Сибирской железной дороги, расположенная в городе Барнауле Алтайского края.

## История
Здание вокзала было заложено в апреле 1914 года в связи со строительством Алтайской железной дороги. Его проект разработал томский архитектор К. К. Лыгин. К концу июня каменная кладка была закончена, а 8 октября 1915 года прибыл первый пассажирский поезд. Торжественное открытие железнодорожной станции Барнаул состоялось 21 октября 1915 года, официально она открылась 10 июля 1916 года, когда начали приём и выдачу багажа, продажу билетов на поезда и приём частных телеграмм.
К началу 1950-х годов вокзал перестал отвечать потребностям возросшего пассажиропотока, в 1955 году приняли решение о строительстве рядом с ним нового вокзального здания. Оно было построено в 1958 году по типовому проекту, разработанному архитектором И. С. Пестряковым в Киевском государственном проектно-изыскательском институте, по другим данным, здание построено в 1962 году по проекту архитекторов Л. Чуприна и Т. Сидамонидзе. По этому проекту построены вокзалы на станциях Новокузнецк, Кемерово, Магнитогорск-Пассажирский, Целиноград и Нижний Тагил. В первой половине 2000-х годов здание вокзала было реконструировано и обновлено. На правом фланге главного фасада установлена мемориальная доска с надписью: «Здесь, на станции Барнаул, перед рабочими города и железнодорожного узла 17 декабря 1928 г. выступал А. В. Луначарский».
В 2014 году состоялся пробный рейс скоростного экспресса Барнаул — Новосибирск на электропоезде «Ласточка». Запустить постоянное скоростное сообщение между городами планировалось к 2020 году.
- Старое здание железнодорожного вокзала. На нём установлена памятная табличка с надписью «Отсюда сибиряки уходили на фронт в 1941-45»
- Один из перронов вокзала
- Часовня Серафима Саровского — построена железнодорожниками
- Монумент Победы на площади перед вокзалом

## Движение поездов

### Круглогодичное движение поездов
| № поезда | Маршрут движения       | № поезда | Маршрут движения       |
| -------- | ---------------------- | -------- | ---------------------- |
| 78/77    | Абакан — Москва        | 78/77    | Москва — Абакан        |
| 95       | Барнаул — Москва       | 96       | Москва — Барнаул       |
| 110/109  | Омск — Рубцовск        | 110/109  | Рубцовск — Омск        |
| 139      | Адлер —Барнаул         | 140      | Барнаул — Адлер        |
| 922И     | Рубцовск - Барнаул     | 921И     | Барнаул - Рубцовск     |
| 681Н     | Новосибирск — Рубцовск | 941Н     | Рубцовск — Новосибирск |
| 385      | Новокузнецк — Бишкек   | 386      | Бишкек — Новокузнецк   |
| 391      | Томск — Лениногорск    | 392      | Лениногорск — Томск    |
| 140С     | Новосибирск — Рубцовск | 139С     | Рубцовск — Новосибирск |
| 603      | Новосибирск — Кулунда  | 604      | Кулунда — Новосибирск  |
| 613      | Барнаул — Карасук      | 614      | Карасук — Барнаул      |
| 809      | Бийск — Барнаул        | 810      | Барнаул — Бийск        |
| 811      | Бийск — Барнаул        | 812      | Барнаул — Бийск        |

### Сезонное движение поездов
| № поезда | Маршрут движения        | № поезда | Маршрут движения        |
| -------- | ----------------------- | -------- | ----------------------- |
| 251      | Адлер — Барнаул         | 252      | Барнаул — Адлер         |
| 677      | Новокузнецк — Барнаул   | 678      | Барнаул — Новокузнецк   |
| 679      | Новокузнецк — Славгород | 680      | Славгород — Новокузнецк |

## Пригородные поезда
Осуществляется электропоездами и поездами на тепловозной тяге. Оператор: ОАО «Алтай-Пригород». Пригородные электропоезда от станции Барнаул курсируют по направлениям до станций:
- Артышта-II (станции Алтайская, Укладочный, Шпагино, Заринская, Смазнево, Голуха, Тягун, Аламбай).
- Черепаново (станции Алтайская, Повалиха, Боровиха, Цаплино, Озерки, Средне-Сибирская, Тальменка, Красный Боец).
- Камень-на-Оби (станции Алтайская, Повалиха, Боровиха, Цаплино, Озерки, Средне-Сибирская, Ларичиха, Сузун, Плотинная).
- Алейская (станции Калманка, Топчиха).

Пригородные поезда на тепловозной тяге курсируют до Ребрихи и в летнее время до Овчинникова. Скорые пригородные поезда на тепловой тяги ходят до Бийска («Калина красная», «Восток»).
Пригородные поезда (электрички) до  Рубцовска («Просторы Алтая»), в направлении станции Алейская.
| № поезда | Маршрут движения | № поезда | Маршрут движения |
| -------- | ---------------- | -------- | ---------------- |
| 809      | Бийск — Барнаул  | 810      | Барнаул — Бийск  |
| 811      | Бийск — Барнаул  | 812      | Барнаул — Бийск  |